# Canal de l'Aisne à la Marne
Het Canal de l'Aisne à la Marne verbindt de rivier de Aisne via het Canal latéral à l'Aisne ter hoogte van Berry-au-Bac met de rivier de Marne via het Canal latéral à la Marne ter hoogte van Condé-sur-Marne en is 58,1 km lang. 
Er zijn op het traject 24 sluizen en een tunnel (de tunnel van Mont-de-Billy).
Voor de scheepvaart geldt:
- Maximale diepgang: 1,80 m
- Maximale breedte: 5,00
- Maximale lengte: 38,50 m
- Maximale hoogte: 3,50 m

Belangrijkste plaatsen langs het kanaal zijn Reims, Sillery en Courcy.